# 長坂聖天塚古墳
長坂聖天塚古墳（ながさかしょうてんづかこふん）は、埼玉県児玉郡美里町関にある古墳。形状は円墳。埼玉県指定史跡に指定され、出土品は埼玉県指定有形文化財に指定されている。

## 概要

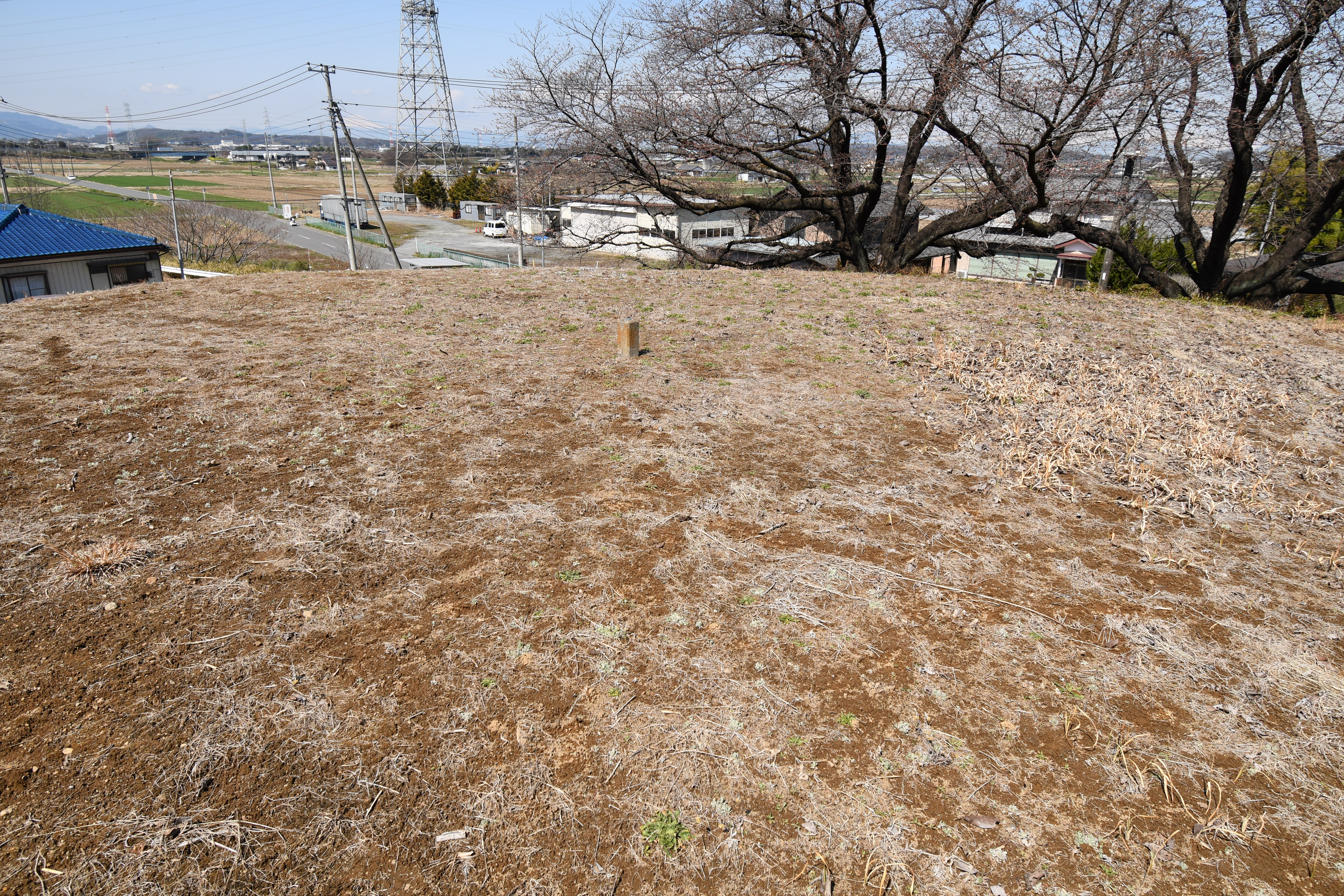
墳頂

埼玉県北部、諏訪山丘陵の西裾の小台地に築造された大型円墳である。1974年（昭和49年）に発掘調査が実施されている。
墳形は円形で、自然の台地を整形した上に1メートルほどの盛土によって構築されており、直径34メートル・高さ3.5メートル（または直径50メートル・高さ4.5メートル）を測る。墳丘周囲東側には、幅4メートル・深さ0.5メートルの周溝が巡らされる。埋葬施設は、墳頂における粘土槨3基・木棺直葬3基の計6基である。特に1号主体部（南側埋葬施設）は長さ7メートルを測る長大な粘土槨であるとともに、副葬品の方格規矩四神鏡系倭鏡は埼玉県内では最大級の出土鏡として注目される。また6号主体部からも銅鏡が出土し、その他の主体部からも鉄製品・滑石製品などが検出されている。
この長坂聖天塚古墳は、古墳時代中期の5世紀前半（または4世紀末-5世紀初頭）頃の築造と推定される。埼玉県内では代表的な古式古墳であるとともに、大型鏡の出土の点で当地方における古墳の発生を考察するうえで重要視される古墳になる。
古墳域は1975年（昭和50年）に埼玉県指定史跡に指定され、出土品は1976年（昭和51年）に埼玉県指定有形文化財に指定されている。

## 遺跡歴
- 1973年（昭和48年）、土取工事の際に墳丘の3分の1が削平[1]。
- 1974年（昭和49年）、発掘調査（1975年に報告、2016年に報告書刊行）[1]。
- 1975年（昭和50年）3月31日、埼玉県指定史跡に指定。
- 1976年（昭和51年）3月30日、出土品が埼玉県指定有形文化財に指定。

## 埋葬施設

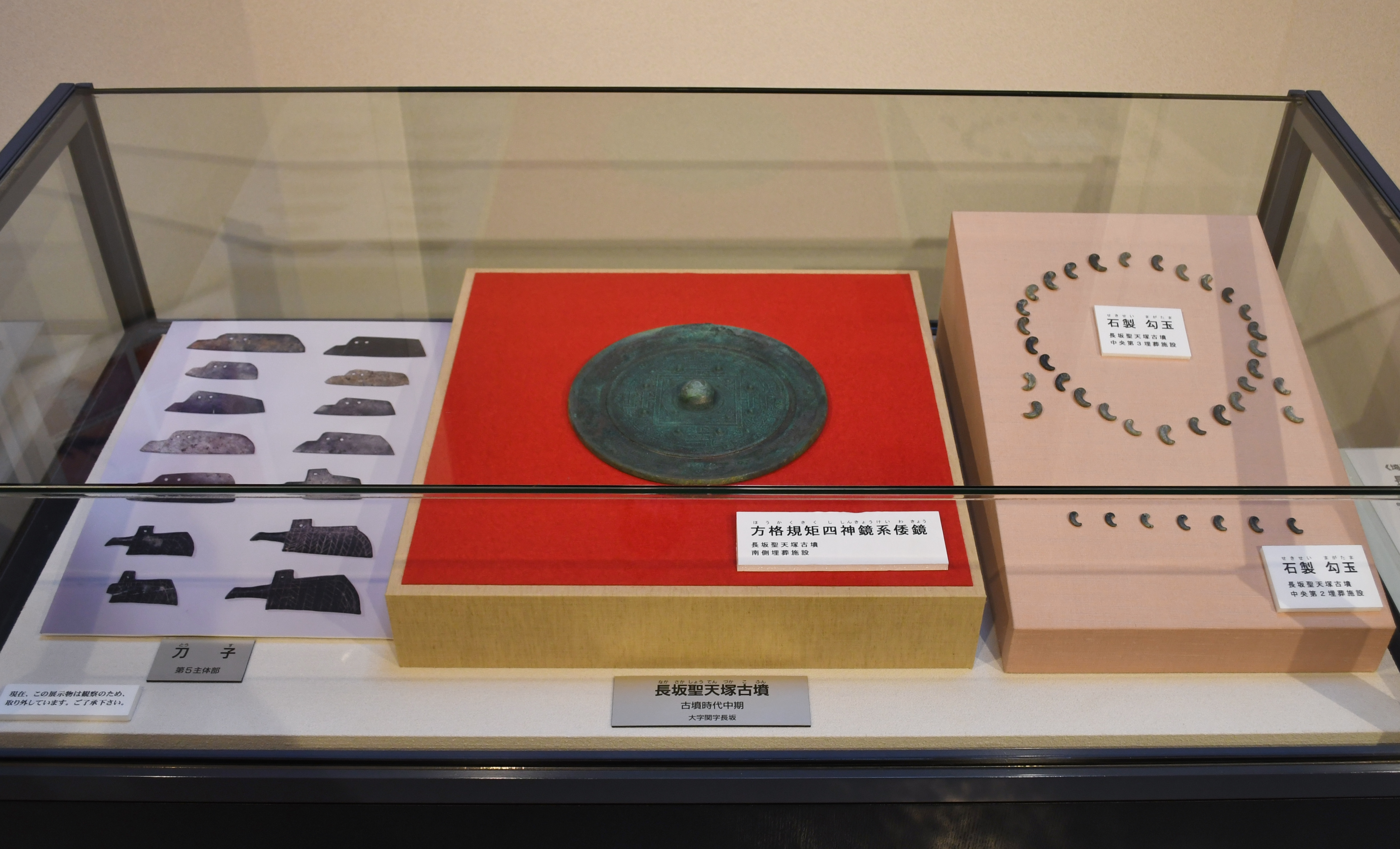
出土品（埼玉県指定文化財）美里町遺跡の森館展示。

埋葬施設としては、墳頂において粘土槨3基・木棺直葬3基の計6基が構築されている。各施設の内容は次の通り。
|                               | 埋葬施設              | 規模                 | 出土品                                                                            |
| ----------------------------- | --------------------- | -------------------- | --------------------------------------------------------------------------------- |
| 1号主体部 （南側埋葬施設）    | 粘土槨                | 長さ7m 幅0.65m       | 方格規矩四神鏡系倭鏡1、竹製櫛1、 鉄製品（直刀片、鉄剣片、刀子1）、滑石製有孔円板1 |
| 2号主体部 （中央第2埋葬施設） | 木棺直葬              | 長さ5m 幅0.55m       | 滑石製品（臼玉251、勾玉7）                                                        |
| 3号主体部                     | 粘土槨                | 長さ4.3m 幅0.5m      | なし                                                                              |
| 4号主体部                     | 粘土槨                | 長さ4m 幅0.47m       | なし                                                                              |
| 5号主体部 （中央第3埋葬施設） | 木棺直葬              | 長さ5.05m 幅0.57m    | 滑石製品（刀子1、勾玉30、臼玉294）、ガラス製小玉17                                |
| 6号主体部 （中央第1埋葬施設） | 木棺直葬 （一部破壊） | 長さ5.0-5.5m 幅0.97m | 神頭鏡系倭鏡1、滑石製刀子5、鉄片2                                                 |

第1主体部出土の方格規矩鏡は直径22.5センチメートルを測る大型品であり、埼玉県内の出土鏡としては最大級の大きさになる。

## 文化財

### 埼玉県指定文化財
- 有形文化財
  - 長坂聖天塚古墳出土品 630点（考古資料） - 1976年（昭和51年）3月30日指定[5]。
- 史跡
  - 長坂聖天塚古墳 - 1975年（昭和50年）3月31日指定[6]。

## 関連施設
- 美里町遺跡の森館（美里町木部） - 長坂聖天塚古墳の出土品等を保管・展示。

## 関連文献
（記事執筆に使用していない関連文献）
- 美里町教育委員会報告書
  - 『長坂聖天塚古墳（美里町遺跡発掘調査報告書 第25集）』埼玉県児玉郡美里町教育委員会、2016年。
- 美里町遺跡調査会報告書
  - 『長坂遺跡1 -長坂聖天塚古墳隣接地の調査-（美里町遺跡調査会報告書 第9集）』美里町遺跡調査会、2011年。
  - 『長坂遺跡2 -長坂聖天塚古墳隣接地の調査-（美里町遺跡調査会報告書 第11集）』美里町遺跡調査会、2017年。
  - 『長坂遺跡3 -長坂聖天塚古墳隣接地の調査-（美里町遺跡調査会報告書 第15集）』美里町遺跡調査会、2020年。
- その他
  - 菅谷浩之・坂本和俊「美里村長坂聖天塚古墳の調査」『第8回遺跡発掘調査報告会発表要旨』埼玉考古学会、1975年。
  - 坂本和俊「仿製方格規矩鏡配布・石製模造品伝播に関わる古墳 -長坂聖天塚古墳の副葬品から考える-」『地域考古学』第2号、地域考古学研究会、2017年、69-96頁。